# Theresa Claiborne
 (juin 2024).
Pour les articles homonymes, voir Claiborne.
Theresa M. Claiborne est la première pilote afro-américaine de l'US Air Force (USAF),,,,,,.

## Biographie

### Enfance, Éducation et Débuts
Theresa M. Claiborne vient d'une famille de militaires et a fréquenté la California State University à Sacramento, où elle a rejoint le Corps de formation des officiers de réserve de l'Air Force (ROTC),. Pendant son séjour au ROTC, elle a découvert sa passion pour devenir pilote. En 1982, elle a terminé sa formation de pilote de premier cycle à la base aérienne de Laughlin, au Texas.

### Carrière

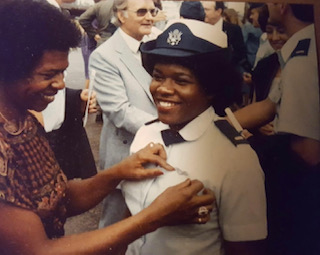
Theresa Claiborne recevant son écusson de sa mère.

Le 20 juin 1981, Claiborne a été nommée sous-lieutenant dans l'USAF. Après avoir obtenu son diplôme de la base aérienne de Laughlin le 16 septembre 1982 avec la classe 82-08, elle est devenue la première femme pilote afro-américaine de l'US Air Force,. Pendant sept ans, elle a piloté des KC-135 Stratotankers pour le Strategic Air Command,. En 1988, elle a quitté le service actif, mais elle est restée pilote instructeur sur le KC-135E et commandant de bord pour les réserves de l'USAF, atteignant le grade de lieutenant-colonel,. En 1990, elle a commencé à travailler pour United Airlines en tant que premier officier, et plus tard a été promue capitaine. Elle prend sa retraite de l'armée le 6 janvier 2003 après avoir accumulé plus de 3 000 heures de vol militaire.
En 2016, Claiborne collabore avec les pilotes Christine Angel Hughes et Nia Wordlaw pour créer l'organisation Sisters of the Skies. Cette organisation a pour mission de soutenir et de former une nouvelle génération de professionnels de l'aviation plus diversifiée en offrant des ateliers, des programmes de mentorat, et des bourses,.
Elle a terminé sa carrière en effectuant son dernier vol le 23 mai 2024, puis a pris sa retraite.

## Décorations
En 2017, Claiborne a été honoré en étant intronisé au Temple de la renommée de l'Organisation des professionnels noirs de l'aérospatiale.